# Ruurd Leegstra
Ruurd Gerbens Leegstra (født 29. juni 1877 i Hollandsk Ostindien, død 17. januar 1933 i Utrecht) var en hollansk roer, som deltog i OL 1900 i Paris. Han var med i otteren, der blev nummer tre efter USA og Belgien.
Han deltog i legene, mens han studerede til marineingeniør, og han var en del af holdet "Minerva Amsterdam". Leegstra levede det meste af sit liv i Hollandsk Ostindien, hvor han var født.